# Ањуј
Ањуј, Оеуј или Дондон (рус. Аню́й, Онюй, Дондон) је река у Русији. Налази се у Хабаровском крају.
Анјуј је десна притока реке Амур.
Дугачак је 393 km, а површина његовог басена износи 12,7 хиљада km². У горњем току Анјуј је планинска река, а у доњем равничарска.
Најважнија притока Ањуја је река Манома.